# Microrregión de Apucarana
Lista de municipios que pertenecen a esta microrregión:
- Apucarana
- Arapongas
- Califórnia
- Cambira
- Jandaia do Sul
- Marilândia do Sul
- Mauá da Serra
- Novo Itacolomi
- Sabáudia

- Datos: Q2724002